# Chlupice
Chlupice (německy Chlupitz) je vesnice, část obce Hostěradice v okrese Znojmo. Nachází se asi 2 km na severozápad od Hostěradic. Prochází zde silnice II/400. Je zde evidováno 53 adres. Trvale zde žije 173 obyvatel.
Chlupice je také název katastrálního území o rozloze 3,85 km2.

## Název
Na vesnici bylo přeneseno původní pojmenování jejích obyvatel Chlupici, které bylo odvozeno od osobního jména Chlup a znamenalo "Chlupovi lidé".